# Библиотека-читальня имени А. С. Пушкина

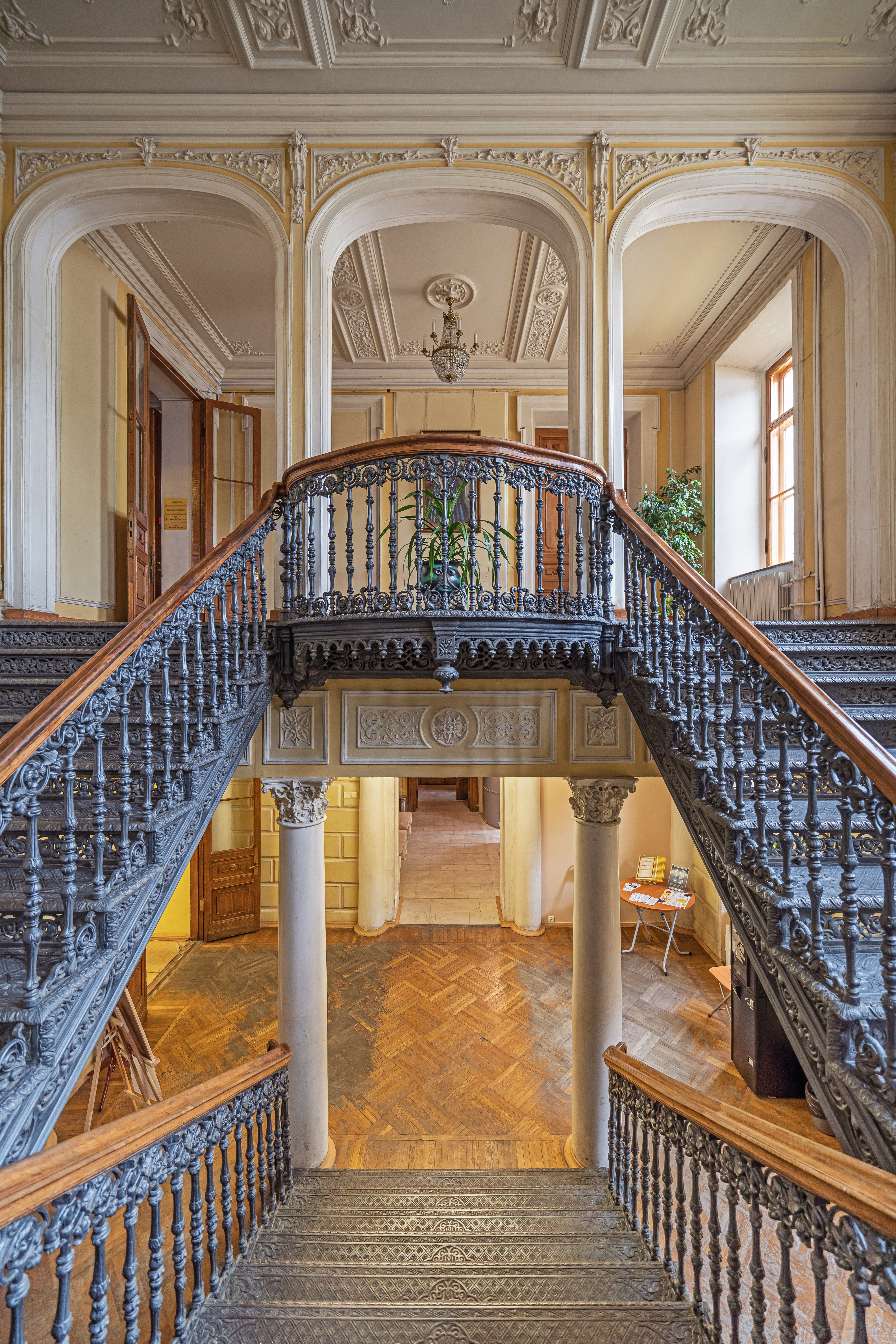
Парадная лестница в библиотеке

Библиотека имени А. С. Пушкина (с 2014 года — Библиотека-читальня имени А. С. Пушкина) — городская библиотека Москвы. Расположена в бывшей усадьбе Мухиных, построенной в начале XIX века.

## История

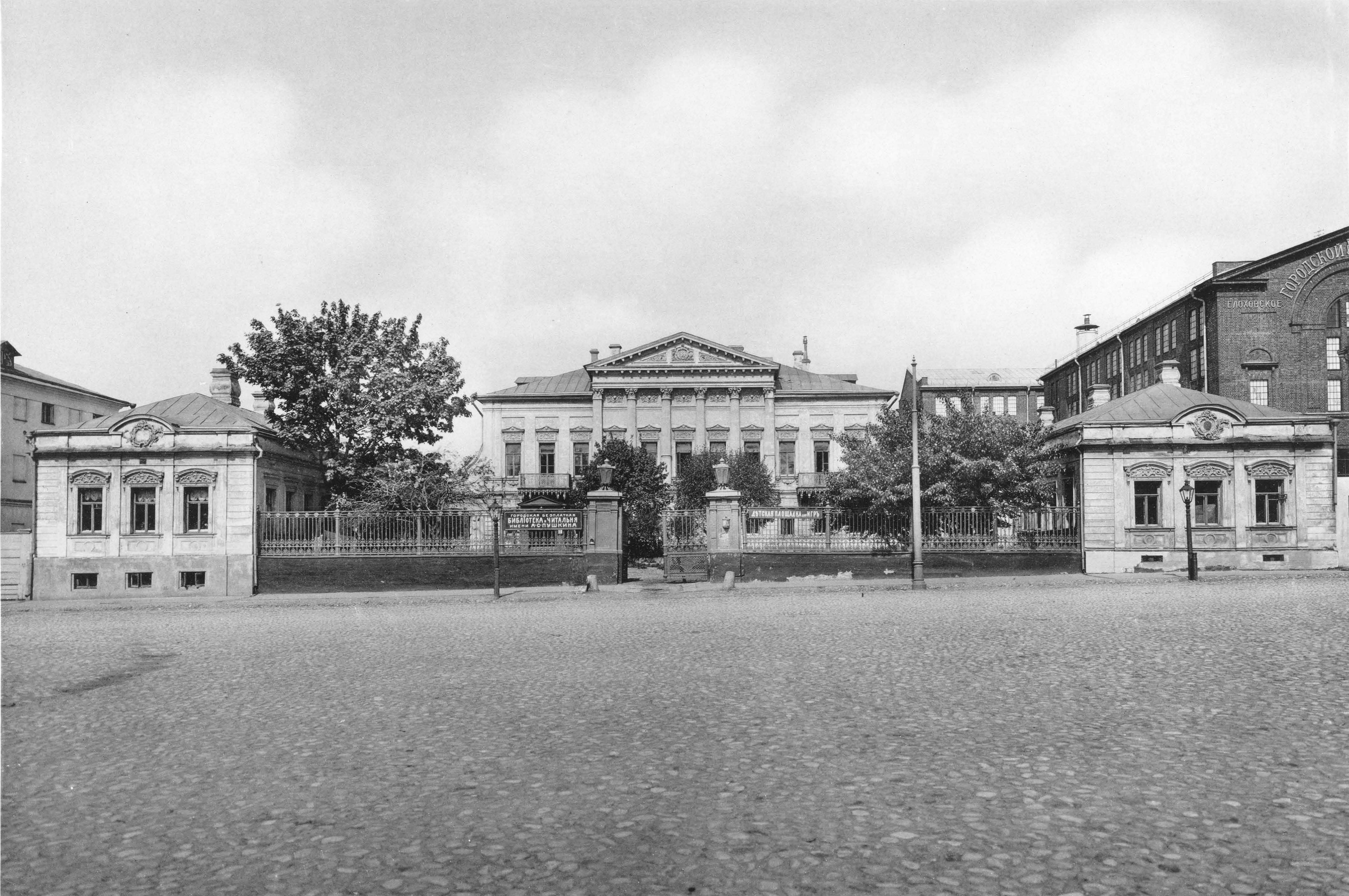
Библиотека-читальня им. Пушкина, 1910-е годы

### Усадьба Мухиных
История современного здания библиотеки восходит к 1770-м годам, когда на её месте для коллежского советника Тимофея Ивановича Чонжина был построен деревянный особняк с двумя флигелями. В XIX веке его заменили каменным особняком, а в 1819 объединили с флигелями. В 1850-х усадьбу выкупили купцы Мамонтовы, при них в здании прошёл ремонт и были обновлены интерьеры — появилась ажурная чугунная лестница, стены оформили лепниной и облицевали искусственным мрамором, установили изящно декорированные камины.

### Библиотека
Библиотека им. А. С. Пушкина была основана по постановлению Московской городской думы в 1899 году в ознаменование 100-летия со дня рождения поэта. Открытие состоялось 2 (15) мая 1900 года в доме Е. А. Богачёвой на Немецкой улице (ныне — Бауманская). В 1912 году для библиотеки был приобретён особняк наследников Ф. Д. Мухина на Елоховской площади, в котором библиотека находится и по сей день. Первой попечительницей библиотеки стала дочь Александра Сергеевича Пушкина Мария Гартунг.
Правила пользования библиотекой открывали доступ к книгам всем слоям населения, среди читателей библиотеки было много рабочих. В октябре 1901 года появляется отделение для выдачи книг на дом (абонемент). Это был первый опыт создания абонемента среди московских библиотек. Опыт оказался удачным: если в 1902 году читальню посещало в 4,6 раза большее число людей, чем абонемент, то с 1910 года посещаемость абонемента в 2 раза превосходила посещаемость читальни. После революции фонд библиотеки пополнился книгами с реквизированного склада А. Д. Ступина и других книжных складов, конфискованными собраниями личных библиотек. Она становится базовой библиотекой района.
Большую роль в жизни библиотеки сыграла подготовка к 100-летней годовщине смерти А. С. Пушкина в 1937 году. В библиотеке выступили известные профессора М. А. Цявловский и Д. Д. Благой, Л. Гроссман, работники музея А. С. Пушкина, представители Пушкинской юбилейной комиссии Академии наук, были приобретены дореволюционные собрания сочинений А. С. Пушкина под редакцией Д. Бедного, А. Луначарского, А. Сакулина.
Даже в годы Великой Отечественной войны библиотека под руководством С. Г. Шарабандовой не прекращала работу. Были организованы три читательских конференции. На одной из них, посвященной советскому патриотизму, выступал И. Эренбург. Дополнительно работал читальный зал на перроне станции метро «Бауманская». У библиотеки было свое бомбоубежище, куда во время налетов спускались сотрудники и читатели. На площадке лестницы были размещены две большие карты, где ежедневно красными флажками отмечали ход боевых действий. В 1941 году был организован межбиблиотечный абонемент, позволивший выдавать книги из других библиотек Москвы. В том же году библиотека организовала работу пятидесяти передвижных пунктов в госпиталях, воинских частях МПВО, частях пожарной охраны, на Ярославском вокзале. В 1944 году был возвращен из укрытия ценный фонд.
В послевоенные годы в библиотеке был организован кружок по изучению произведений А. С. Пушкина, прочитан цикл лекций о творчестве поэта. С 1975 года в библиотеке работает клуб «Пушкинист», объединяющий любителей и знатоков творчества великого поэта. В 1996 году образовался клуб потомков А. С. Пушкина, члены которого участвуют в пушкинских чтениях, презентациях, встречах и литературно-музыкальных вечерах, выставках художников.
В 2014 году библиотеке вернули название «Библиотека-читальня им. А. С. Пушкина».

## Современность
Книжный фонд библиотеки насчитывает около 240 тысяч экземпляров изданий по различным отраслям знаний. В её структуре самые разные отделы: информационно-библиографический, нотно-музыкальный, отдел комплектования и обработки, отдел периодических изданий, абонементы книг на русском и иностранных языках, а также читальные залы, один из которых носит имя Пушкина. Ежегодно библиотека обслуживает 13 тысяч читателей, число посещений составляет 280 тысяч.
В библиотеке проходят бесплатные концерты, встречи с литераторами, экскурсии по зданию библиотеки, действуют кружки и клубы по интересам, зал истории библиотеки.

## Награды
- Почётная грамота Московской Городской Думы (10 мая 2000 года) — за заслуги перед городским сообществом и в связи со 100-летним юбилеем библиотеки[3]
- Почётная грамота Московской Городской Думы (28 октября 2020 года) — за заслуги перед городским сообществом и в связи с юбилеем[4]